# 戸沢盛安
戸沢 盛安（とざわ もりやす）は、安土桃山時代の出羽角館の大名。戸沢氏18代当主。

## 生涯
永禄9年（1566年）2月、角館城で戸沢氏16代当主・戸沢道盛の子として生まれる。幼名は路四郎。天正6年（1578年）、病弱な兄・戸沢盛重にかわって、13歳で家督を相続し、角館城主となった。この頃の戸沢氏は父・道盛からの家臣団の掌握や領国経営の安定化も実っていたため、盛安は南部氏からの独立を志して、勢力拡大に奔走していく。
天正10年（1582年）頃に大曲平野に進出し、小野寺氏と対立を深めながら、最上氏と連携して小野寺氏に脅威を与えるなど、活躍した。同年、楢岡城主の小笠原右衛門と共に安東愛季を1,000の兵で三日の野戦の末に破る。この時、負傷した敵兵に害を与えず、豊島に帰したという（『野史』）。
やがて北浦郡を平定すると、天正14年（1586年）の阿気野の合戦で、盟友・楢岡氏の手引きによって上浦郡沼館城へ進軍し勝利。この戦いでは沼館城主・大築地秀道配下の敵将小清水蔵人を両断したとの逸話も残る。こうして小野寺氏を破り上浦郡へ進出し、天正11年（1583年）には仙北に侵入した安東愛季を唐松野合戦で破って淀川城を奪回するなど、現在の秋田県の角館地方を中心に確固たる勢力基盤を築き上げた。
天正17年（1589年）の湊合戦の際、盛安は湊通季を支持し、秋田実季と戦っている。
最終的には4万4,300石を支配したとされ、中央勢力との外交も行い、天正7年（1579年）には織田信長に鷹と名馬を送って誼を通じている（『戸沢家譜』）。
天正18年（1590年）の豊臣秀吉の小田原征伐の際に商人に変装して侍6人と足軽3人を連れて参陣し、3月10日に秀吉と謁見する。中村一氏の幕下に入れられ、北浦郡4万4,000石の所領を安堵された。しかし、小田原城落城の前に突然病死した（『戸沢家譜』）。享年25。嫡男・政盛は4歳だったため、弟の光盛に家督を譲ることを秀吉に託したという。墓所は小田原の海蔵寺。

## 人物・逸話
- 智勇に優れ、周辺の諸大名から「鬼九郎」「夜叉九郎[5]」と呼ばれ、恐れられた。
- 総大将ながら常に陣頭に立って、単騎で敵勢の中に突っ込むという荒武者であったといわれる。一方で、捕虜の兵士は斬らずに逃がしたり、部下を大切にするなど慈悲深い面もあったといわれる。
- 盛安が小田原征伐参陣のため上洛しにへ向かう途中、様々な逸話が残っている。羽前の港の酒田に到着したところで旅費が尽きてしまい、酒田の豪商・加賀屋与助から七両を借りたという。盛安が金谷に居た時、秀吉は既に島田におり、急いで引き返したが、途中大井川が大雨で増水し、渡れないという状況に遭う。家臣は渡るのは明日にしようというが、盛安は「関白殿下に忠義を立て遠国から駆けつけて、一夜たりとも遅参してはならぬと思った次第。増水などに負けぬ。」 と言って提灯を掲げて根性で泳いで渡った。そして体が濡れたまま対面し、「羽州角館の住人戸沢治部大輔参陣仕る」と言い、秀吉はその行動を褒めて太刀を与えたという（『戸沢家譜』）（『新庄古老覚書』）。

## 家臣
- 戸沢政房 - 子孫は新庄藩家老。
- 戸蒔義広（とまき よしひろ、？～1600年）- 戸蒔城主を務めた。関ヶ原の戦いの際は主家とともに東軍の最上義光に従って出陣し、西軍の小野寺義道と戦うが、角間川で戦死した。一門に戸蒔右京、戸蒔光祐、戸蒔市正、戸蒔勝美がいる。
- 黒川縫殿助（くろかわ ぬいのすけ、？～？）- 黒川館主。阿気野の合戦・唐松山合戦に参加。子に憲道。